# 死亡之王
《死亡之王》（德語：Der Todesking）是由琼格·布特格雷特执导的1990年德国恐怖電影。这部实验性风格的电影没有一个中心人物，以7个小短片的形式探讨自杀和暴力死亡的话题，每个短片都发生在一周中的某一天。一具缓慢腐烂的人类尸体贯穿电影始终。

## 概要
星期一
一个男人回家，给他的老板打电话辞职，写了一封神秘的信件，打扫了他的公寓，随后在浴缸里吞下毒药。他养的鱼是他唯一亲近的活物，和他同时死去。
星期二
一名男子租了一部納粹剝削電影，片中一名纳粹士兵在集中营折磨一名囚犯，阉割他并在他的胸前画了一个卐字。这名男子的女朋友回家后，对他大吼大叫，于是他开枪打死了她。然后，他在墙上挂了一个相框，把喷溅出的血框起来。镜头往后拉，原来这一切是发生在电视上的。电视房间里有一个人自缢身亡。
星期三
倾盆大雨中，一个男人和一个女孩在公园见面。男人告诉女孩，他与妻子不好的性生活逼得他杀了妻子。 女孩拿出一把枪来杀死他，但那个男人从她手上拿过枪，饮弹自尽。
星期四
德国某处的一条高速路桥，字幕写有从桥上跳下来的人的姓名、年龄和职业。
星期五
一个女人独自呆在公寓里，观察着附近一对看似幸福的年轻夫妇。她窥探他们，发现门前有一封连锁信，催促她自杀。显然，公寓里的每个人都收到了这封信。她无视它，吃起巧克力来，睡着了，梦见小时候在父母做爱时突然出现，吓到了他们。随后镜头显示年轻夫妇死在他们的床上。
星期六
一名年轻女子，带着相机和一把枪，杀死了摇滚音乐会（主唱由醫生樂隊鼓手贝拉·B.扮演）的几个观众，并将全过程录制下来，直到她被人杀死。
星期日
一个男人，独自一人躺在床上，一直哭着摇头，用力地撞向墙，直到他因脑损伤而死。

## 演员
- 琼格·布特格雷特
- 赫尔曼·科普
- 雅克·帕尔明格
- 尼古拉斯·佩彻
- 迈克尔·克劳斯
- 马克·雷德
- 苏珊·贝茨
- 贝拉·B.
- 安格莉卡·霍赫
- 伊娃-玛丽亚·库尔兹
- 阿德斯·扎贝尔
- 亚历山大·基尔施

## 发行
《死亡之王》1990年1月25日于德国发行。2010年于德国发行了限定版DVD。